# Michael Schmaus
Michael Schmaus (né le 17 juillet 1897 en royaume de Bavière et mort le 8 décembre 1993 à Gauting) est un théologien catholique allemand, spécialisé en théologie dogmatique.

## Biographie
Michael Schmaus nait à Oberbaar, localité de Baar en Bavière, le 17 juillet 1897.
Il est ordonné prêtre en 1922 et obtient son doctorat en théologie catholique dogmatique avec Martin Grabmann en 1924.
Après avoir enseigné à l'université de philosophie et de théologie de Freising (de), au séminaire local et à l'université Louis-et-Maximilien de Munich, il est professeur de théologie dogmatique à la section germanophone de l'université Charles de Prague (1928-1933) et à partir de 1933 au l'université de Münster.
De[1946 jusqu'à sa retraite en 1965, il est professeur de théologie dogmatique catholique à l'université Louis-et-Maximilien de Munich. Il a parmi ses élèves Joseph Ratzinger, le futur pape Benoît XVI — avec qui il est associé pour son habilitation pour la théologie fondamentale — mais aussi Gerhard Boß (de), Josef Finkenzeller (de), Elisabeth Gössmann (de), Richard Heinzmann (de), Stephan Otto (de), Uta Ranke-Heinemann et Leo Scheffczyk. 
Il est peritus (expert théologique) pour une partie du IIe concile œcuménique du Vatican.
Le 12 novembre 1983, le pape Jean-Paul II lui attribue le titre honorifique de protonotaire apostolique.  
Ses deux ouvrages sur le dogme catholique sont des œuvres classiques.
Il meurt à Gauting le 8 décembre 1993 et est enterré au Waldfriedhof de Munich.

## Ouvrages
- Die psychologische Trinitätslehre des hl. Augustinus, (Dissertation), 1927.
- Der Liber propugnatorius des Thomas Anglicus und die Lehrunterschiede zwischen Thomas Aquinas und Duns Scotus, II: Die trinitarischen Lehrdifferenzen (= Beiträge zur Geschichte der Philosophie und Theologie des Mittelalters, file 29), Münster 1930 (Habilitation).
- Begegnungen zwischen katholischem Christentum und nationalsozialistischer Weltanschauung, 1934.
- Katholische Dogmatik, 3 volumes, 1938-1941
- Dogma, 6 volumes, 1968  (ISBN 0-87061-095-3)

## Distinctions
- 1951 : élu à la Académie bavaroise des sciences, classe historique et philosophique
- 1952 : élu à la Pontificia Academia Mariana Internationalis à Rome
- 1952 : élu à la Accademia Leonardo Da Vinci Neaple
- 1954  Ordre du Mérite civil (Espagne) (Commandeur / Encomienda)
- élu à l'Académie pontificale de théologie (it)
- 1957  Ordre du Phénix (Grèce) (Commandeur)
- 1959  Ordre bavarois du Mérite
- 1968  Croix de commandeur (Großes Verdienstkreuz) de la République Federale d'Allemagne
- 1983 : protonotaire apostolique de Jean-Paul II le 12 novembre 1983[4]
- 1983 : Günther-Klinge-Kulturpreis de village de Gauting
- 1984  Ordre bavarois de Maximilien pour la science et l'art
- Baptême de la place de l'église de son village natal en Prof.-Michael-Schmaus-Platz